# Ensayo químico
Un ensayo químico o análisis químico es un procedimiento para medir la concentración o cualquier otra propiedad química de una sustancia o material.
Sinónimos: prueba, análisis, test, examen.
Hay numerosos tipos de ensayos. Un ensayo no destructivo es aquel que mantiene la integridad de la muestra. En otros donde se produce una reacción química, el test se realiza en una fracción representativa de la muestra llamada alícuota.

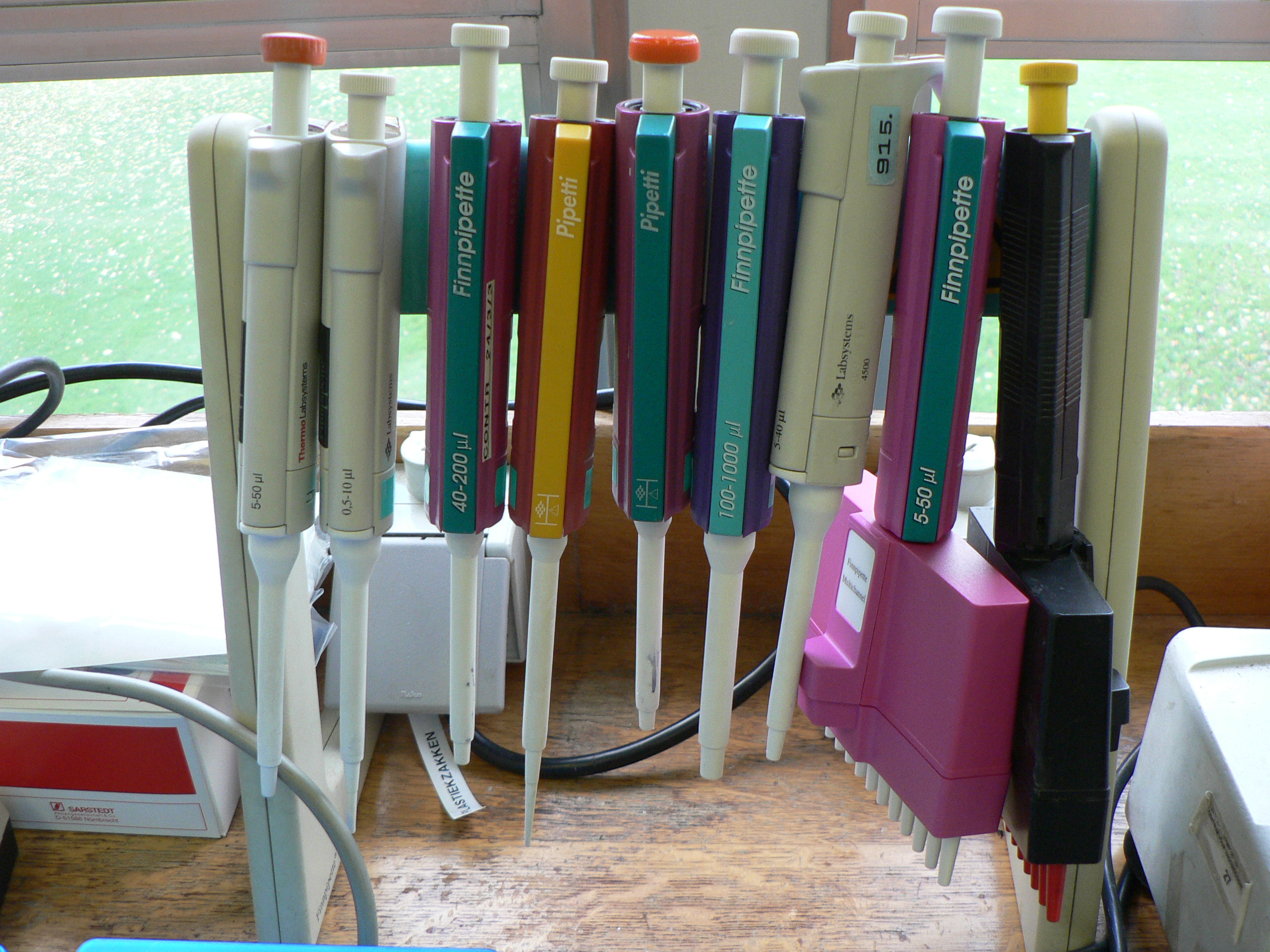
Juego de micropipetas de diferentes capacidades, de uso para análisis bioquímicos.

## Ensayos químicos

Titulación o valoración ácido-base. Animación y gráfica de pH.

- Determinación de concentraciones (valoración, titulación)
- Determinación de propiedades (pH, conductividad, punto de inflamación, grado de humedad...)
- Identificación de sustancias e impurezas en una muestra: ensayo a la llama, análisis por vía húmeda, cromatografía, petróleo crudo, etc.
- Pruebas químicas:
  - Contaminantes ambientales: plomo, arsénico, metales pesados, etc.
  - Residuos de ignición, residuos secos.

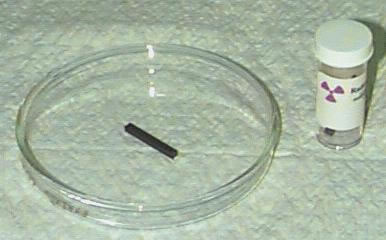
Ensayo estándar de metal Uranio.

  - Cloruros, sulfatos, etc.
  - Test de drogas.

## Ensayos bioquímicos
- Ensayos de captura de antígeno: ELISA, MELISA.
- Bioensayo.
- Inmunoensayo o ensayo inmunoenzimático: ensayo competitivo directo para proteínas.
- Radioinmunoensayo.
- Ensayo de unión a receptores sinápticos (binding).
- Ensayo enzimático.

## Ensayos de biología molecular

### ADN

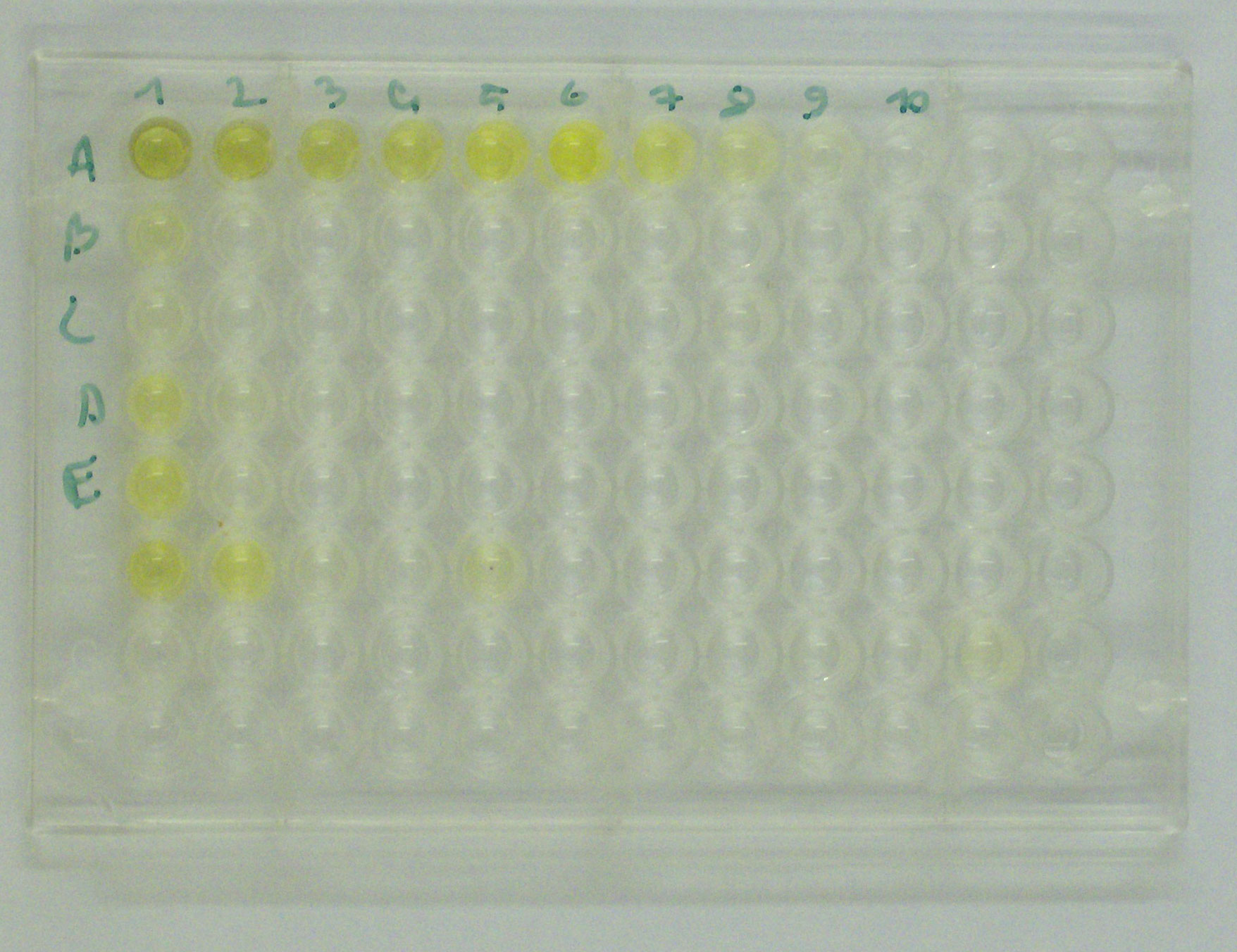
Ensayo ELISA.

Ensayos para estudiar interacciones de proteínas con ADN:
- Ensayo de retardo de la movilidad electroforética (EMSA), ensayo de retardo en gel.
- Ensayo de protección frente a la digestión con ADNasa (footprinting).
- Ensayo de interferencia con la metilación.
- Ensayo de enlace al complejo ADN-avidina-biotina (ensayo ABCD).
- Ensayo de ADN amplificado.
- Ensayo de ADN ramificado.

### ARN
- Ensayo de ARN por protección a nucleasas.
- Ensayo de transcripción "run on".

### Proteínas
- Ensayo del ácido bicinconínico (ensayo BCA).
- Ensayo de Bradford.
- Ensayo de Lowry.

### Citotoxicidad
Ensayo para estudiar la toxicidad de un compuesto para las células:
- Ensayo MTT
- Ensayo de la sulforodamina B (Ensayo SRB)

### Secreciones celulares
Una gran variedad de sustancias tales como anticuerpos específicos, o citoquinas pueden detectarse mediante la técnica ELISA. El ensayo ELISPOT permite saber el número de células que segregan esas sustancias en particular.

## Métodos de ensayo de metales preciosos

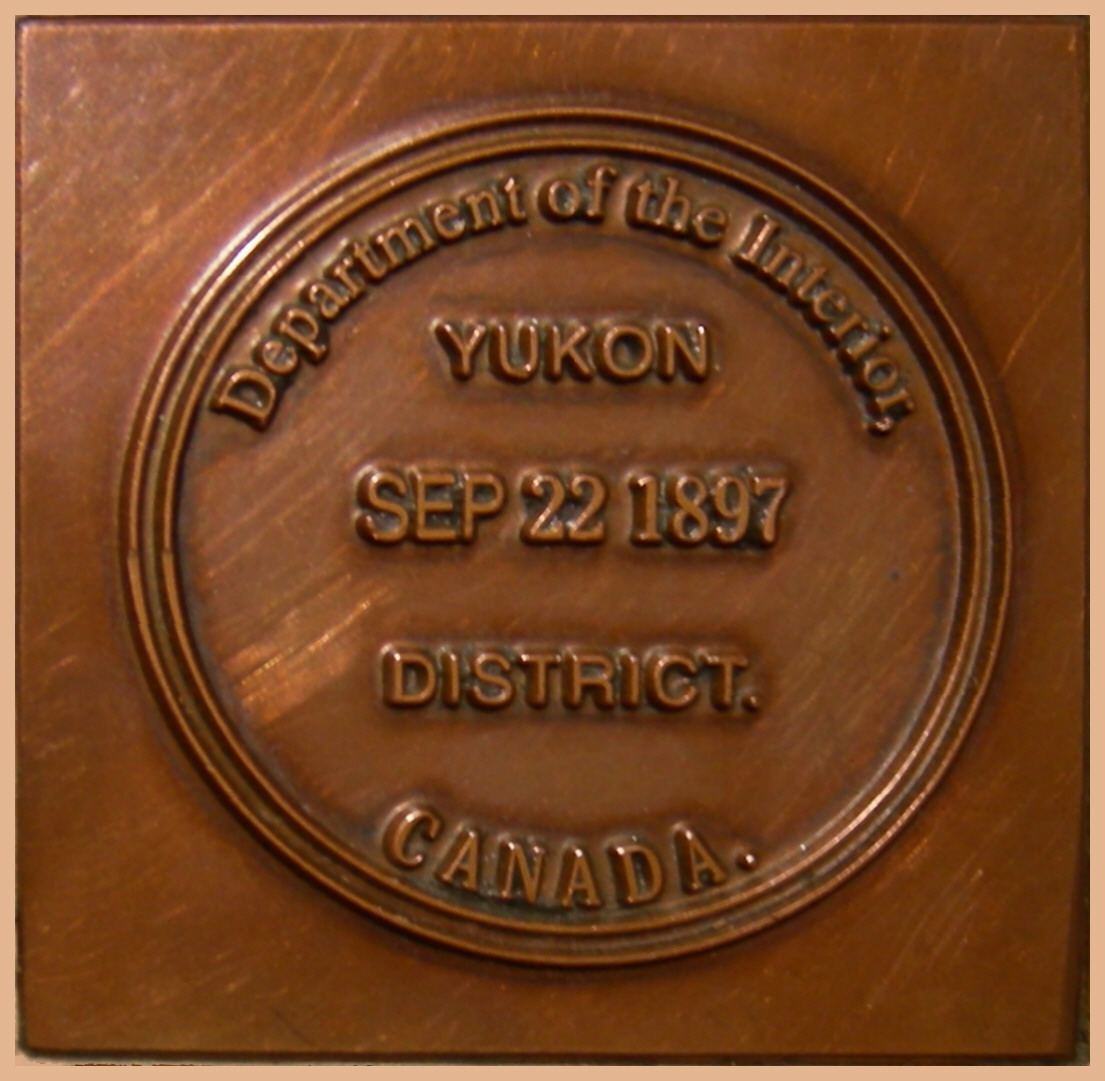
Un sello canadiense de finales del siglo XIX usado para certificar la calidad del oro analizado.

Hay métodos de análisis disponibles para su uso con materiales en bruto y otros métodos más específicos de objetos acabados. Los metales preciosos en bruto (lingotes) se analizan en un  laboratorio de análisis. La plata se analiza por titulación, el oro por copelación y el platino mediante técnicas acopladas de análisis: espectrometría de emisión atómica con plasma inductivamente acoplado/espectrometría de masa (ICP OES).
Los artículos de arte o joyería fabricados en metales preciosos tienen frecuentemente un sello de contraste según los requerimientos legales, el lugar de fabricación o de importación. Cuando se requiere un contraste, los artículos semiterminados pasan a través de los canales de análisis oficial donde son su contenido en metal precioso es analizado o ensayado. Cada nación permite diferentes grados de ley  por lo que el analista comprobará que el producto cumple el grado de pureza que el fabricante ha declarado, normalmente mediante la estampación de un número en el artículo (por ejemplo: 750 significa oro de 18 quilates). 
Antes se usaba el método de toque, pero actualmente se usa la fluorescencia de rayos X, un método más exacto que el anterior. El método más exacto de análisis es el ensayo al fuego o copelación que se usa más sobre lingotes y reservas de oro que sobre artículos artísticos o de joyería debido a que es un método destructivo. 

### Toque
Este antiguo método se aconseja para piezas muy valiosas en las que resulta inaceptable cualquier deterioro durante el análisis, tales como cortar o taladrar. Establece diferencias próximas a 10-20 partes por millar en la ley del producto.

### Fluorescencia de rayos X
Esta técnica moderna es también un ensayo no destructivo disponible para requerimientos normales. Ofrece una precisión de 2-5 partes por millar y se aconseja para superficie relativamente grandes y planas. Su aplicación es rápida (unos tres minutos) y permite analizar otros metales de la aleación. No está indicado para artículos con un recubrimiento superficial (electroplateado).

### Ensayo al fuego/Copelación
Método muy elaborado pero totalmente destructivo. Ofrece una precisión de 1 parte en 10 000. El artículo se funde, se separan los componentes de las aleaciones y se pesan.

## Análisis de monedas

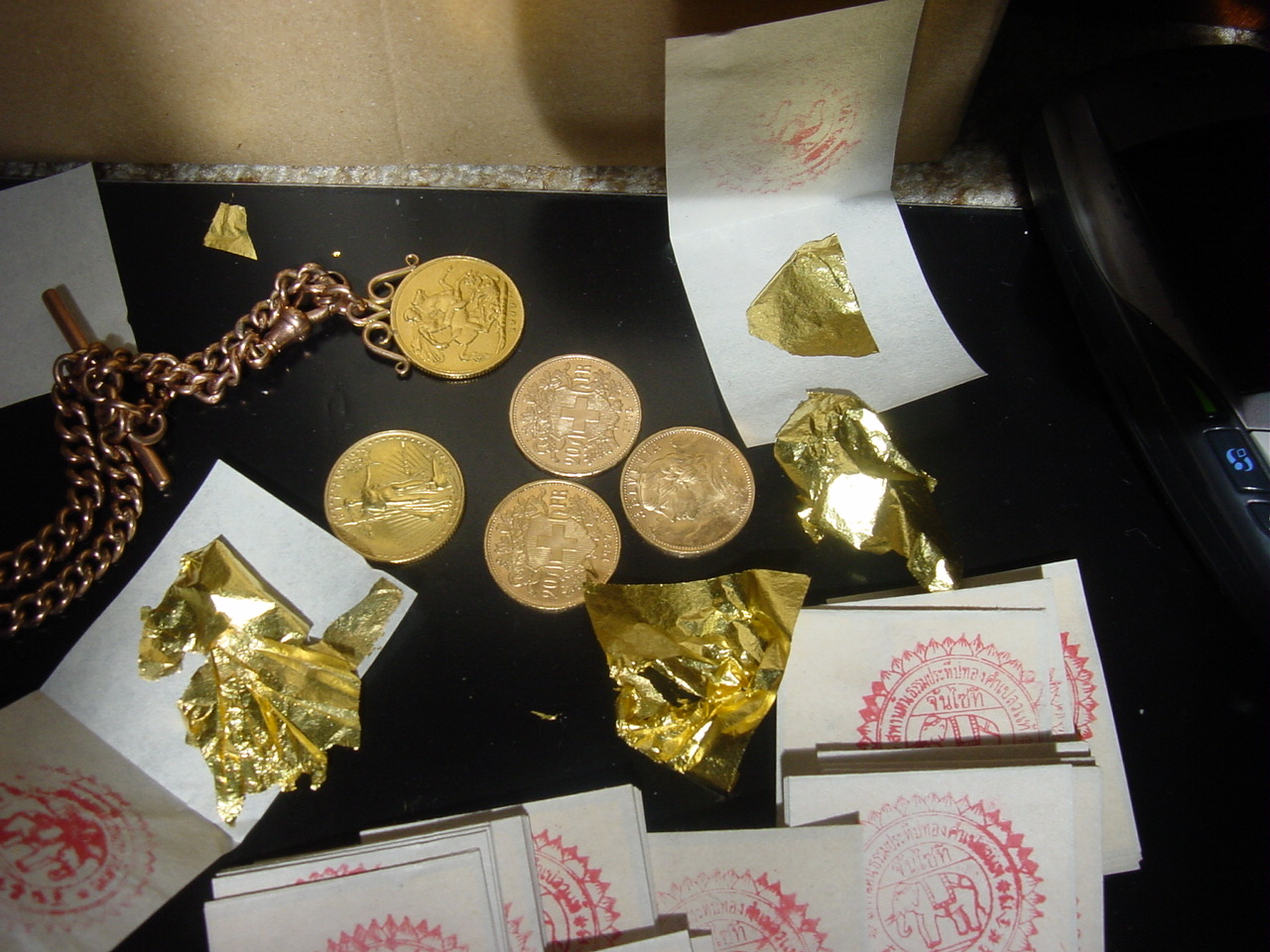
Medallas de oro.

El uso de monedas de oro y plata en la antigüedad requería la presencia de analistas que determinaran la correcta pureza o ley de cada metal en una moneda, especificada por ley. Pocas naciones mantienen algún tipo de estas monedas en circulación.
Por ejemplo, en EE. UU. se terminó la acuñación en oro en 1933. Ya en 1964 retiró la plata de todas las monedas de menor valor y la redujo en la moneda de medio dólar, desde un 90% a un 40%. Continuó usando la plata hasta 1969 en esa moneda, siendo posiblemente el último país en hacerlo. 
Las aleaciones de cobre, níquel, cupro-níquel y latón predominan actualmente en la fabricación de monedas. No obstante, las Casas de la Moneda de muchos países continúan acuñando piezas en metales preciosos para coleccionistas e inversores. La pureza y contenido en metal de estas monedas está garantizada y por ello sigue siendo importante el análisis de los metales en bruto y de las piezas terminadas que han de pasar el respectivo control de calidad. En el Reino Unido, el Trial of the Pyx es una ceremonia para asegurar que las nuevas monedas cumplen las normas requeridas.